# عقاب بازية (جنس)
العِقبان البازية أو العُقيِّبات (الاسم العلمي: Hieraaetus) هي عقبان صغيرة الحجم من فُصيلة العُقابيات. هي جوارح متوسطة الحجم تستوطن أوراسيا وإفريقيا وغينيا الجديدة وأستراليا. من الأنواع المُنقرضة مؤخراً عقاب هاآست لِنيوزيلندا، كانت أكبر عُقاب معروفة على الإطلاق حيث تصل زنتها ل17 كجم، وباع جناحيها ل3 أمتار.

## الأنواع

### الأنواع الباقية
| الاسم الشائع      | الاسم العلمي                                  | الانتشار         | الصورة |
| ----------------- | --------------------------------------------- | ---------------- | ------ |
| عقاب بازية أيرسية | Hieraaetus ayresii                            | إفريقيا          |        |
| عقاب مسرولة       | Hieraaetus pennatus                           | أوراسيا وإفريقيا |        |
| عقاب صغيرة        | Hieraaetus morphnoides                        | أستراليا         |        |
| عقاب قزمة         | Hieraaetus weiskei                            | غينيا الجديدة    |        |
| عقاب والبيرغ      | Hieraaetus wahlbergi (سابقاً Aquila wahlbergi) | إفريقيا          |        |

### الأنواع المنقرضة
| الاسم الشائع | الاسم العلمي      | الانتشار          | الصورة |
| ------------ | ----------------- | ----------------- | ------ |
| عقاب هاآست   | Hieraaetus moorei | نيوزيلندا، مُنقرضة |        |